# Encantamiento (magia)

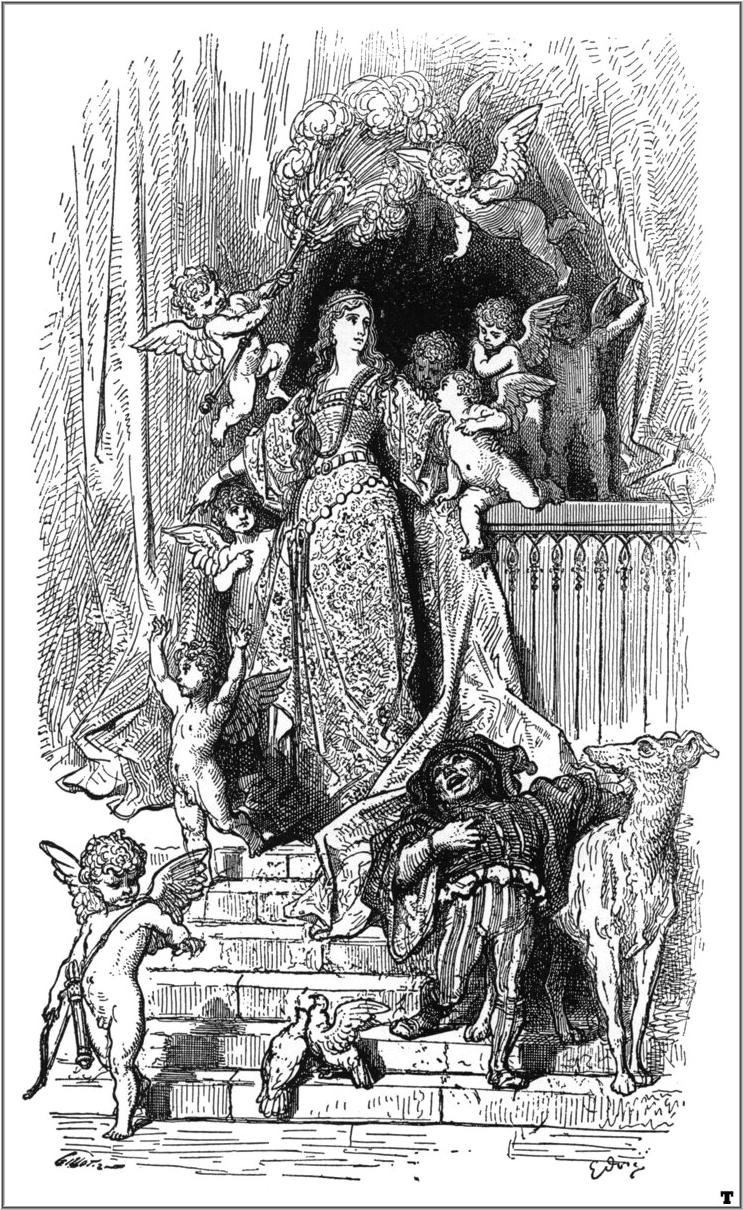
La hechicera Alcina se hace un encantamiento a sí misma para aparecer hermosa en Orlando Furioso.

Un encantamiento es un conjuro o hechizo creado con palabras. El mago pronuncia determinadas palabras mágicas que le ayudan a transgredir el comportamiento natural de las cosas o la voluntad de las personas. Un encantamiento puede tener lugar durante un ritual, ya sea en un himno o una plegaria y puede invocar o alabar a una deidad. 

## Etimología
El término deriva del latín incantamentum, y éste de la raíz verbal "incantare", compuesto de in- con la idea de entrada, invitación y -cantare, "-cantar", esto es, "por el canto".

## Características
En magia, ocultismo y brujería, se usa con la intención de lanzar un encanto sobre un objeto o persona y puede emplear el uso de pharmakeia. 
Puede ser laudatoria, porque se dirige a un poder superior, y/o imperativa, si el mago cree controlar las fuerzas ocultas y no considera que deba implorar su benevolencia. 
Se hace un amplio uso de las lenguas muertas, fundamentalmente el latín o griego antiguo, por suponerse estar más cerca del conocimiento original, pero también puede hacerse en lengua vernácula. También, a menudo, el encantamiento suele ser repetitivo, pues refuerza su poder oculto.
En la literatura medieval, el folclore, los cuentos de hadas o en el género fantástico moderno, los encantamientos son encantos o hechizos, que generalmente se realizan a una persona, objeto o ubicación específica para alterar sus cualidades, generalmente, de manera positiva. El ejemplo más conocido en el mundo occidental es, probablemente, el encantamiento que la hada madrina de Cenicienta utiliza para convertir una calabaza en un carruaje. A un encantamiento con características negativas usualmente se le conoce como maldición.
Por el contrario, los encantamientos también son utilizados para describir hechizos o encantos que no tienen efectos reales, pero engañan a la gente, ya sea por afectar directamente a sus pensamientos o por usar algún tipo de ilusiones. Las "encantadoras" son representadas con frecuencia como capaces de seducir por esa clase de magia. Otras formas incluyen engañar a la gente haciéndoles creer que han sufrido una transformación mágica.